# Pletismografo penile
Il pletismografo penile è uno strumento che doveva rilevare ipotetiche devianze sessuali nei soggetti.

## Storia
Inventato nel 1965 dallo psichiatra ceco Kurt Freund, elaborava la reazione a certe immagini erotiche tramite il grado di eccitazione e così, teoricamente, si individuavano l'omosessualità o le parafilie.